# Cuaxiloapa
Cuaxiloapa är en ort i Mexiko.   Den ligger i kommunen Chicontepec och delstaten Veracruz, i den sydöstra delen av landet, 200 km nordost om huvudstaden Mexico City. Cuaxiloapa ligger 469 meter över havet och antalet invånare är 137.
Terrängen runt Cuaxiloapa är huvudsakligen lite kuperad. Cuaxiloapa ligger uppe på en höjd. Runt Cuaxiloapa är det ganska tätbefolkat, med 65 invånare per kvadratkilometer. Närmaste större samhälle är Benito Juárez, 18,3 km väster om Cuaxiloapa. Omgivningarna runt Cuaxiloapa är en mosaik av jordbruksmark och naturlig växtlighet.